# 细柄蔓龙胆
细柄蔓龙胆（学名：Crawfurdia gracilipes）为龙胆科蔓龙胆属下的一个种。

## 扩展阅读
- 維基物種上的相關：细柄蔓龙胆